# Egzarchat Litewski
Egzarchat Patriarchatu Ekumenicznego na Litwie (lit. Visuotinio patriarchato Egzarchatas Lietuvoje - dosł. Patriarszy Egzarchat Litwy, gr. Πατριαρχική Εξαρχία Λιθουανίας, także Egzarchat Litewski, lit. Lietuvos egzarchatas) – egzarchat Patriarchatu Konstantynopolitańskiego obejmujący swoją jurysdykcją terytorium Litwy. 

## Historia

### Tło powstania
W czerwcu 2022 roku metropolita wileński i litewski Innocenty, powołując się na decyzję sądu kościelnego eparchii wileńsko-litewskiej, wydał dekret, na mocy którego usunął ze stanu duchownego pięciu kapłanów eparchii diecezji: Gintarasa Sungailę, Witalija Mockusa, Władimira Sielawkę, Gieorgija Ananjewa oraz Witalija Dauparasa. W dniu 30 lipca 2022 r. decyzję o pozbawieniu ich stanu duchownego potwierdził patriarcha moskiewski i całej Rusi Cyryl.
Duchowni ci, nie godząc się z tą decyzją, odwołali się od niej do patriarchy Konstantynopola Bartłomieja. 19 września 2022 r. patriarcha Konstantynopola Bartłomiej przyjął delegację z Litwy w swojej rezydencji w dzielnicy Fanar w Stambule. Delegacji przewodniczył wiceminister spraw zagranicznych kraju Mantas Adomenas. Podczas spotkania patriarcha Bartłomiej oraz przedstawiciele Litwy omówili sytuację wspólnoty prawosławnej na Litwie oraz inne kwestie będące przedmiotem wspólnego zainteresowania.
W dniu 17 lutego 2023 r. na polecenie patriarchy Bartłomieja Święty Synod Patriarchatu Konstantynopolitańskiego przywrócił święcenia kapłańskie wszystkich pięciu duchownych, przyjmując ich w poczet duchowieństwa Patriarchatu Konstantynopola. Patriarchat uznał, że decyzja Patriarchatu Moskiewskiego nie wynikała z pobudek kanonicznych, lecz była odpowiedzią na krytykę rosyjskiej inwazji na Ukrainę, jaką formułowali kapłani.
20 marca patriarcha Bartłomiej przybył na Litwę z oficjalną wizytą, podczas której spotkał się z premier Ingridą Simonyte i prezydentem Gitanasem Nausėdą. Obie strony podpisały wezwanie do zacieśnienia współpracy pomiędzy Patriarchatem Konstantynopola a władzami litewskimi.  Zdaniem patriarchy Bartłomieja utworzenie nowej struktury kościelnej należącej do Patriarchatu Konstantynopola spełniłoby oczekiwania zarówno duchowieństwa, jak i prawosławnych obywateli Litwy. Premier Litwy stwierdził, że taki plan pomoże nie tylko prawosławnym Litwinom, ale także Ukraińcom, którzy znaleźli w kraju schronienie po rosyjskiej agresji, a także Białorusinom, którzy znaleźli schronienie przed represjami w swojej ojczyźnie.
6 kwietnia patriarcha Bartłomiej przyjął w swoją jurysdykcję również księży Gieorgija Roja i Aleksandra Kuchtę, którzy wcześniej uciekli na Litwę przed represjami politycznymi na Białorusi.

### Utworzenie egzarchatu
1 maja 2023 roku Święty Synod Kościoła Konstantynopolitańskiego oficjalnie erygował Egzarchat Litewski. Egzarchą Litwy został mianowany hieromnich Justyn (Kiviloo), duchowny Estońskiego Apostolskiego Kościoła Prawosławnego.
W dniu 20 grudnia 2023 r. Gintaras Sungaila oświadczył, że wszystkie parafie prawosławne na Litwie podlegające Patriarchatowi Konstantynopola zgodziły się obchodzić Boże Narodzenie według nowego stylu 25 grudnia, aby zdystansować się od Rosji, gdzie Boże Narodzenie obchodzi się według kalendarza juliańskiego (25 grudnia/7 stycznia). Duchownym Egzarchatu pozostawiono natomiast możliwość odprawiania nabożeństw bożonarodzeniowych  na Litwie według kalendarza nowojuliańskiego, jeśli w ich parafiach są osoby, które tego chcą.
Egzarcha Justyn przybył na Litwę 5 stycznia 2024 r., a 6 stycznia 2024 r. odprawił w Wilnie pierwszą Boską Liturgię. 8 lutego tegoż roku litewskie Ministerstwo Sprawiedliwości oficjalnie zarejestrowało nowy związek wyznaniowy, który funkcjonuje równolegle z eparchią wileńską i litewską, uznającą zwierzchność Patriarchatu Moskiewskiego.

## Struktura administracyjna
W 2024 r. Egzarchat Litewski prowadził dziesięć wspólnot:
- cerkiew św. Mikołaja w Wilnie na Łukiszkach
- cerkiew Trójcy Świętej w Wilnie - nabożeństwa odbywają się w kościele Trójcy Świętej w Wilnie
- wspólnota białoruska w Wilnie
- wspólnota ukraińska pw. Opieki Matki Bożej w Wilnie
- wspólnota pw. Zmartwychwstania Pańskiego w Kownie - nabożeństwa odbywają się w katolickim kościele Zmartwychwstania Pańskiego
- wspólnota św. Jerzego w Kłajpedzie - nabożeństwa odbywają się w kaplicy uniwersyteckiej
- wspólnota w Szawlach
- wspólnota w Taurogach
- wspólnota w Oniksztach
- wspólnota w Elektrenach